# Ludwig Niklaus von Stürler

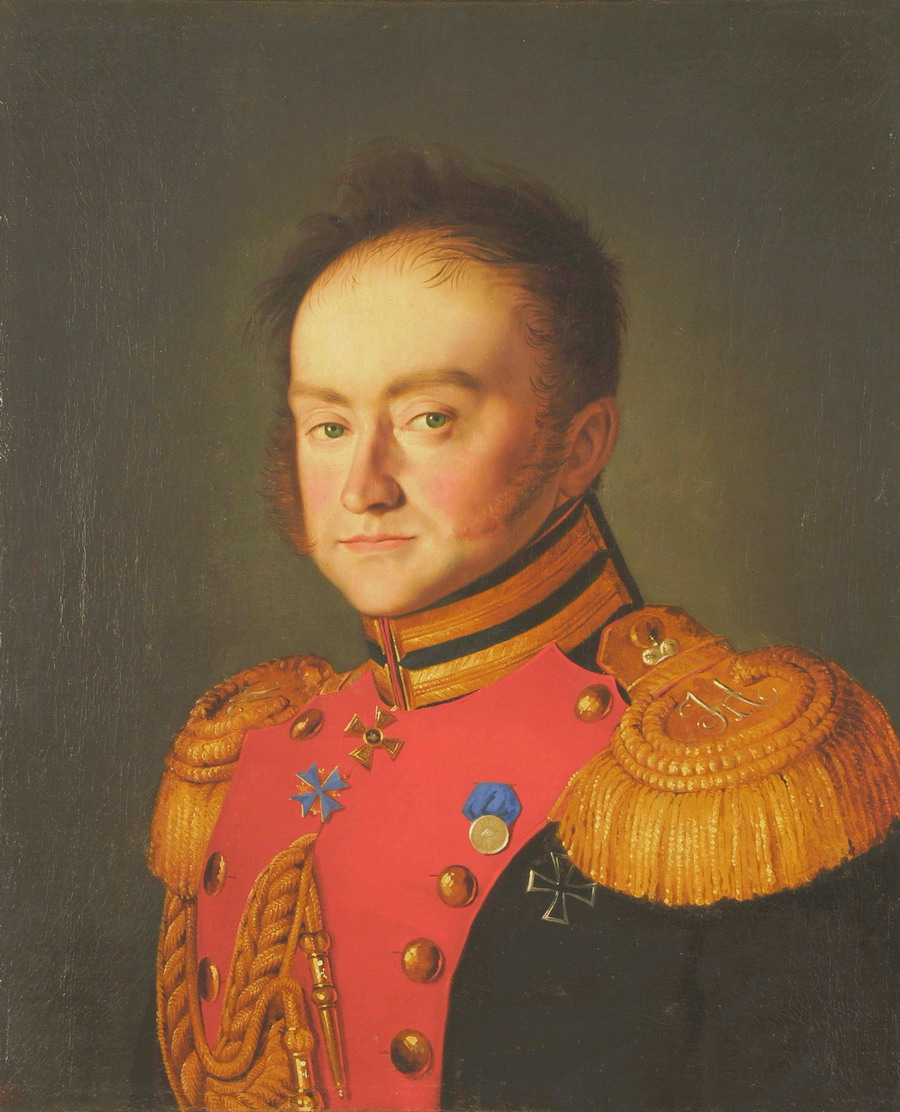
Ludwig Niklaus von Stürler, Gemälde von Alexander Varnek, um 1820.

Ludwig Niklaus von Stürler (* 13. Februar 1784 in Thun; † 28. Dezember 1825 in Sankt Petersburg) war bernischer Bauamtsschreiber und Offizier in Russland.
Ludwig Niklaus von Stürler kam als Sohn des Karl Emanuel Stürler, des Kleinen Rats, und der Margrith Salome Wolf zur Welt. Nachdem er sich finanziell verschuldet hatte, reiste er 1809 nach Russland. Aufgrund einer Empfehlung der aus Bern stammenden Gräfin Anne Marie de Moustier geb. von Wyttenbach (1762–1820) konnte er ins Leibgarderegiment eintreten. Er zeichnete sich 1813 als Hauptmann in der Schlacht bei Kulm aus, wofür ihm der Wladimir- und der St. Anna-Orden verliehen wurden. Er war zudem Träger des Georgsordens 4. Klasse. 1819 heiratete er Maria Helene von Salza, wurde Flügeladjutant des späteren Zaren Nikolaus I. und stieg zum Kommandanten des Leibgardegrenadier-Regiments auf. Stürler starb während des Dekabristenaufstands 1825.